# Licq (Pyrénées-Atlantiques)
Pour les articles homonymes, voir Licq.
Licq est une ancienne commune française du département des Pyrénées-Atlantiques. En 1843, la commune fusionne avec Athérey pour former la nouvelle commune de Licq-Athérey.

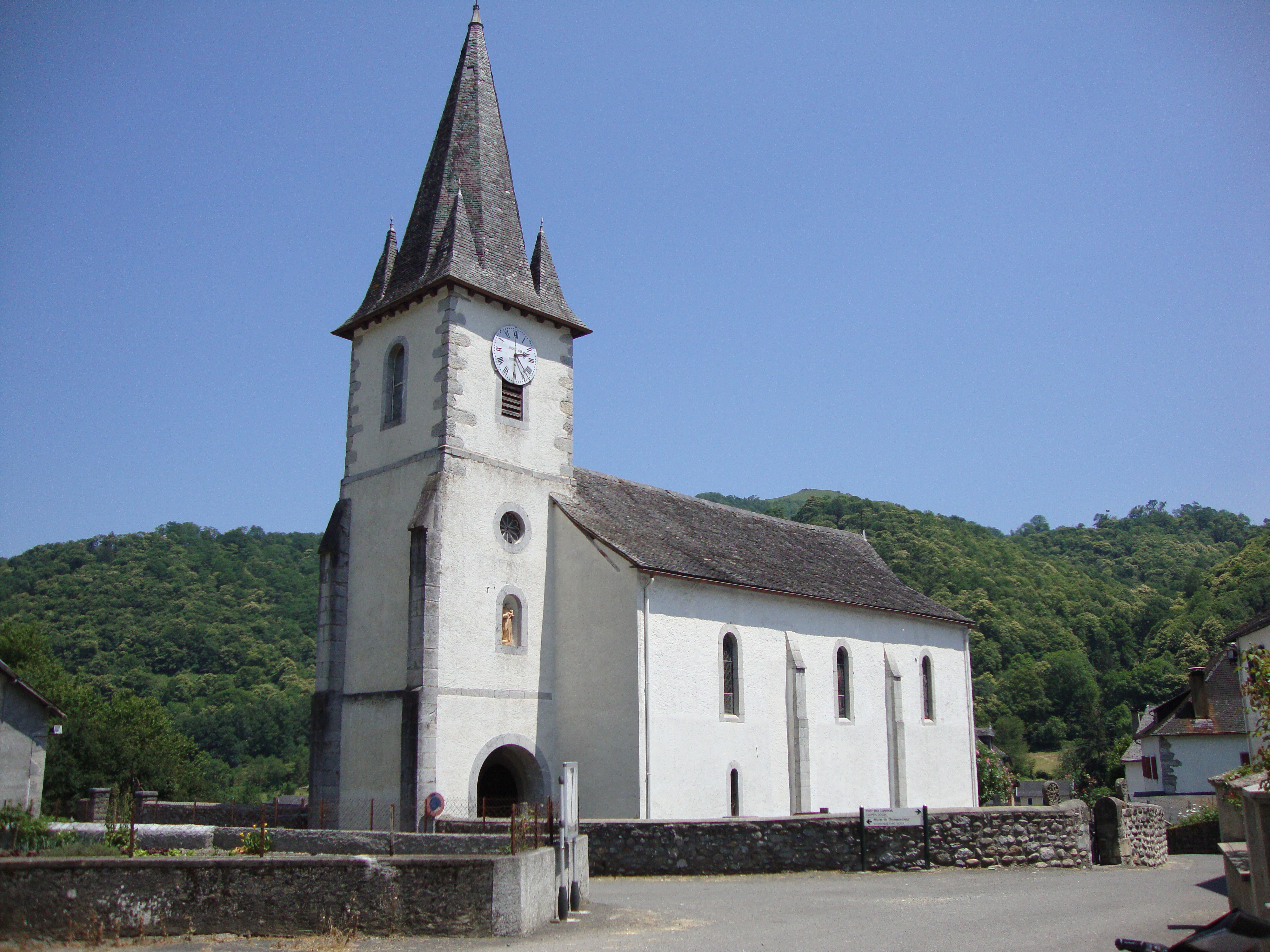
L'église Saint-Julien

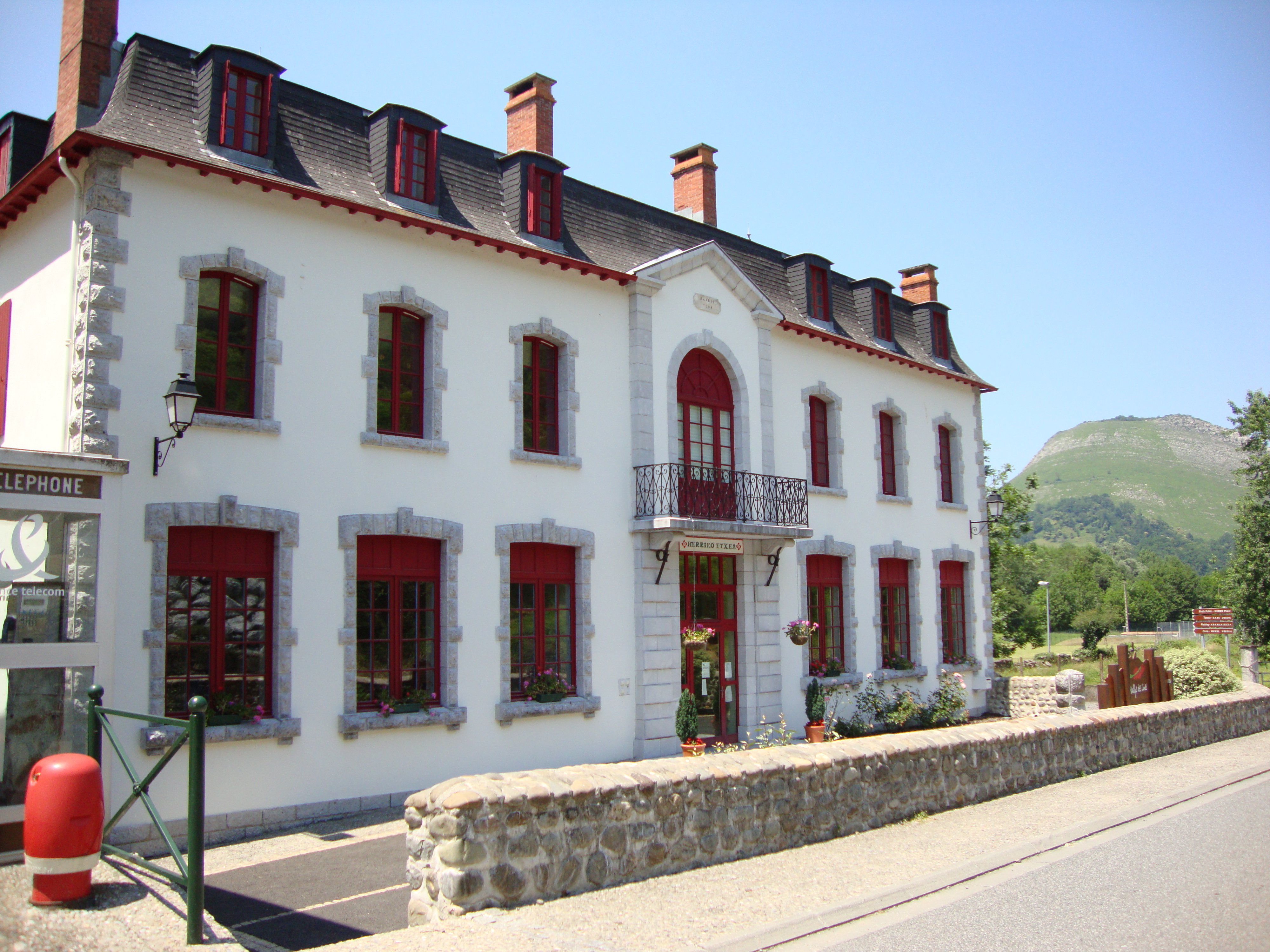
La mairie de Licq-Athéry à Licq

## Géographie
Licq fait partie de la Soule.

## Toponymie
Son nom basque est Ligi.
Le toponyme Licq apparaît sous la forme
Lic (1386, notaires de Navarrenx).

## Histoire
C'est à Licq que se trouve le fameux pont des laminak dont une légende dit qu'il n'a jamais pu être terminé à temps.

## Démographie
| 1793 | 1800 | 1806 | 1821 | 1831 | 1836 |
| ---- | ---- | ---- | ---- | ---- | ---- |
| 333  | 339  | 381  | 348  | 481  | 477  |

## Culture locale et patrimoine

### Patrimoine religieux
Licq possède une église (église Saint-Julien) dont les origines remontent au milieu du Moyen Âge et qui a été fortement remaniée au XIXe siècle.
|  |  |

## Pour approfondir